# Sněžné bratrstvo
Sněžné bratrstvo (ve španělském originále La sociedad de la nieve) je thriller z roku 2023 režiséra J. A. Bayony o uruguayské letecké katastrofě z roku 1972. Jedná se o adaptaci stejnojmenné knihy Pabla Vierciho, která dokumentuje zprávy o všech 16 přeživších havárie, z nichž mnohé Vierci znal od dětství. Obsazení je složeno z uruguayských a argentinských herců, z nichž většina jsou nováčci.
Film měl světovou premiéru na Benátském filmovém festivalu. Do kin byl film v Uruguayi uveden dne 13. prosince 2023, ve Španělsku dne 15. prosince 2023 a ve Spojených státech dne 22. prosince 2023. Dne 4. ledna 2024 měl film premiéru na Netflixu.
Sněžné bratrstvo získalo pozitivní recenze u kritiků, přičemž mnoho z nich film nazvalo Bayonovým nejlepším dílem. Film získal na 96. ročníku udílení Oscarů dvě nominace na Oscara za nejlepší cizojazyčný film (jako reprezentant Španělska) a za nejlepší masky.

## Děj
V roce 1972 zažije posádka letu Fuerza Aérea Uruguaya 571, pronajatého k přepravě ragbyového týmu do Chile, nečekanou událost a zřítí se na ledovec v srdci And. Ze 45 cestujících na palubě se podaří přežít jen 16. Uvězněni v jednom z nejvíce nepřístupných a nepřátelských prostředí na planetě, jsou nuceni uchýlit se ke kanibalismu, aby zůstali naživu. Jejich přežití závisí na rozhodnutích, která v této zoufalé situaci učiní.